# 남녀의 우정은 성립할까? (아니, 하지 않아!!)
《남녀의 우정은 성립할까? (아니, 하지 않아!!)》(일본어: 男女の友情は成立する？（いや、しないっ!!） 단쇼노 유조하 세이리쓰스루 이야 시나이[*])는 나나나 나나가 지은 일본의 라이트 노벨이다. 전격 문고(KADOKAWA)에서 2021년 1월 9일부터 간행되고 있다. 약칭은 '단조루?'. 2024년 12월 시점에서 시리즈 누계 부수는 35만 부를 돌파했다.

## 줄거리
장래에 플라워 액세서리 가게를 열고 싶은 나츠메 유우와 양가의 아가씨로 많은 친구를 가진 이누즈카 히마리. 두 사람은 중학교 때부터 절친한 친구로, 장래에는 함께 가게를 경영하자고 맹세하고 있었다. 미인을 싫어하는 유우와 사랑을 모르는 히마리의 기묘한 친구 관계는 앞으로도 계속될 것 같았다. 하지만 고등학교에 들어가 유우에게 호의를 품는 여자가 나타나, 히마리의 마음은 크게 요동친다.

## 등장인물
나츠메 유우(夏目悠宇)
성우 - 토야 키쿠노스케/카미키 코이치(보이스드라마)
본작의 남 주인공. 고등학교 2학년. 자신과 히마리 둘만의 원예부에 소속되어 있다. 꽃을 좋아하고 장래에는 플라워 액세서리 크리에이터가 되는 것을 꿈꾼다. 현재는 'You'라고 하는 통판 사이트에서 액세서리를 판매하고 있다.
이누즈카 히마리(犬塚日葵)
성우 - 스즈시로 사유미/미네우치 토모미(보이스드라마)
본작의 여 주인공. 유우의 동급생으로, 그와는 중학생 시절부터의 친한 친구. 자신과 유우의 둘만의 원예부에 소속되어 있다. 학교에서는 우등생이자 양가의 아가씨로 알려져 있다.
에노모토 리온(榎本凛音)
성우 - 누쿠이 유카
유우와 첫사랑의 상대인 쿨한 동급생. 히아오이와는 초등학생 시절부터의 옛 친구였다. 신지와는 소꿉친구.
마키시마 신지(真木島慎司)
성우 - 본코바라 코
유우의 히마리 이외의 유일한 친구로, 토박이 놀이꾼. 리온과는 소꿉친구.
이누즈카 히바리(犬塚雲雀)
성우 - 미즈나카 마사아키
히마리의 오빠인 미남 괴짜로, 유우를 익애하고 있다. 사쿠라와 쿠레하의 동급생.
나츠메 사쿠라(夏目咲良)
성우 - 카네모토 히사코
유우 누나로 유감스러운 미인. 히바리와 쿠레하의 동급생.
에노모토 쿠레하(榎本紅葉)
리온의 언니로, 인기 모델로서 활약하고 있다. 히바리와 사쿠라의 동급생.

## 기간 일람
- 나나나 나나(저)·Parum(일러스트), KADOKAWA〈전격 문고〉, 기간 14권 (2025년 6월 10일 현재)
  - 『男女の友情は成立する？（いや、しないっ!!） Flag 1. じゃあ、30になっても独身だったらアタシにしときなよ？』, 2021년 1월 10일 초판 발행(1월 9일 발매[2]), ISBN 978-4-04-913372-1
  - 『男女の友情は成立する？（いや、しないっ!!） Flag 2. じゃあ、ほんとにアタシと付き合っちゃう？』, 2021년 4월 10일 초판 발행(4월 9일 발매[3]), ISBN 978-4-04-913735-4
  - 『男女の友情は成立する？（いや、しないっ!!） Flag 3. じゃあ、ずっとアタシだけ見てくれる？』, 2021년 8월 10일 초판 발행(8월 6일 발매[4]), ISBN 978-4-04-913832-0
  - 『男女の友情は成立する？（いや、しないっ!!） Flag 4. でも、わたしたち親友だよね？〈上〉』, 2021년 12월 10일 초판 발행(같은 날 발매[5]), ISBN 978-4-04-914032-3
  - 『男女の友情は成立する？（いや、しないっ!!） Flag 4. でも、わたしたち親友だよね？〈下〉』, 2022년 3월 10일 초판 발행(같은 날 발매[6]), ISBN 978-4-04-914228-0
  - 『男女の友情は成立する？（いや、しないっ!!） Flag 5. じゃあ、まだ30になってないけどアタシにしとこ？』, 2022년 8월 10일 초판 발행(같은 날 발매[7]), ISBN 978-4-04-914454-3
  - 『男女の友情は成立する？（いや、しないっ!!） Flag 6. じゃあ、今のままのアタシじゃダメなの？』, 2023년 1월 7일 발매[8], ISBN 978-4-04-914579-3
  - 『男女の友情は成立する？（いや、しないっ!!） Flag 7. でも、恋人なんだからアタシのことが１番だよね？』, 2023년 8월 10일 발매[9], ISBN 978-4-04-914868-8
  - 『男女の友情は成立する？（いや、しないっ!!） Flag 8. センパイがどうしてもってお願いするならいいですよ？』, 2024년 4월 10일 발매[10], ISBN 978-4-04-915134-3
  - 『男女の友情は成立する？（いや、しないっ!!） Flag 9. あのね、これで最後にするからこの旅行の間だけわたしを彼女にして？』, 2024년 8월 9일 발매[11], ISBN 978-4-04-915703-1
  - 『男女の友情は成立する？（いや、しないっ!!） Flag 10. 貴様ごときに友人面されるようになってはお終いだな？』, 2024년 12월 10일 발매[12], ISBN 978-4-04-916089-5
  - 『男女の友情は成立する？（いや、しないっ!!） Flag 11. じゃあ、アタシと一緒にいられなくなっても信じ続けてくれる？』, 2025년 4월 10일 발매[13], ISBN 978-4-04-916236-3
  - 『男女の友情は成立する？（いや、しないっ!!） Side 1. ぷりくえる とぅ ぼーいず あんど がーるず！』, 2025년 5월 10일 발매[14], ISBN 978-4-04-916237-0
  - 『男女の友情は成立する？（いや、しないっ!!） Side 2. 夏目咲良の青春疑似録』, 2025년 6월 10일 발매[15], ISBN 978-4-04-916238-7

## TV 애니메이션
2022년 8월에 애니메이션화 기획이 진행중임이 발표되어, 2023년 7월에 개최된 온라인 이벤트 '전격 문고 30th 여름 제전 온라인 2023'에서 TV 애니메이션화가 발표되었다. 2025년 4월부터 6월까지 TOKYO MX 등에서 방송되었다.

### 스태프
- 원작 - 나나나 나나
- 원작 일러스트 - Parum
- 감독 - 스즈키 요헤이
- 조감독 - 이시다 미유키
- 시리즈 구성·각본 - 야에모리 노즈
- 캐릭터 디자인 - 오오야마 나츠키
- 프롭 디자인 - 마무라 요우
- 미술 감독 - 무라카미 사쿠라
- 미술 설정 - 무라카미 사쿠라, 이이다 하츠키
- 색채 설계 - 히노 아스카
- 촬영 감독 - 토고 요시히로
- 편집 - 츠보네 켄타로
- 음향 감독 - 아케타가와 진
- 음향 제작 - 매직 캡슐
- 음악 - 이치카와 준
- 음악 제작 - 포니캐년
- 프로듀스 - 드림 시프트, 해피넷 마케팅
- 프로듀서 - 카와나미 아야나, 나가부치 요스케, 카타야마 요우, 쿠로카와 유이치로, 마츠무라 나오,사와하타 코지, 토도로키 토요타, 마츠이 유코, 시미즈 타이가, 야마오카 미나, 키쿠치 미호
- 제작총괄 프로듀서 - 마츠쿠라 유지
- 애니메이션 제작 프로듀서 - 후지시로 아츠시
- 애니메이션 제작 - J.C.STAFF
- 제작 - 단조루 제작위원회

### 주제가
질문, 사랑이란 뭘까?(質問、恋って何でしょうか？)
HoneyWorks feat. 하코니와릴리에 의한 오프닝 테마. 작사·작곡은 HoneyWorks, 편곡은 HoneyWorks, MARUMOCHI.
Dear my Soleil
타치바나 히나에 의한 엔딩 테마. 작사·작곡은 쿠사노 카요코, 편곡은 야시킨.

### 에피소드 목록
주인공들이 '원예부'에 소속되어 있으므로(둘뿐이지만) 제목에 꽃을 나타내는 이름이 들어가 있다.
| 화수   | 제목                                            | 그림 콘티     | 연출                   | 작화 감독                                                                                             | 총작화 감독                   | 방송일         |
| ------ | ----------------------------------------------- | ------------- | ---------------------- | --- | ----------------------------- | -------------- |
| 제1화  | ニリンソウと月下美人 바람꽃과 월하미인          | 스즈키 요헤이 | 미야자키 슈지          | 오노 카즈미 츠즈키 유카코 타카하시 미카 츠바타 하루카                                                 | 오오야마 나츠키               | 2025년 4월 4일 |
| 제2화  | ハイビスカスの髪飾り 히비스커스 머리 장식       | 이시다 미유키 | 이시다 미유키          | 사와이 마키 홍범석 나카야마 유미 오가와 코지 모토야 아이 오오키 료이치                                | 오노 카즈미                   | 4월 12일       |
| 제3화  | チューリップと恋の表情 튤립과 사랑의 표정       | 타나카 히카루 | 츠키노 마사시          | 하노 히로노리 X10 武遊 Revival                                                                        | 하세가와 신야                 | 4월 18일       |
| 제4화  | 紫陽花と新しい種 수국과 새로운 씨앗             | 니시다 켄이치 | 쿠로세 다이스케        | 타니가와 료스케 홍범석 사와이 마키 츠즈키 유카코 코마츠 카나에 타카하시 미카 츠바타 하루카            | 오오야마 나츠키               | 4월 25일       |
| 제5화  | イケメンと朝顔の浴衣 미남과 나팔꽃 유카타       | 타카다 코이치 | 오타니 마사히토 토머슨 | 拾月動画 无锡市樱花卡通有限公司 無錫七彩動画 Orange Studio Tobira MARURIN 아오이 히카루 但伊楊 劉相信 | 오노 카즈미                   | 5월 2일        |
| 제6화  | チェリーセージの香り 체리세이지의 향기          | 나가이 신페이 | 이시다 미유키          | 시모에 카즈마사 야마모토 마사아키 카와무라 아카리 미나미 쇼타 이시다 히로키                           | 마에다 유리코                 | 5월 9일        |
| 제7화  | ひび割れたクロッカス 금이 간 크로커스           | 나가이 신페이 | 소쿠자 마코토          | Dogwood 高文彬 曽王勝 李傑 최은영                                                                     | 오오야마 나츠키 하세가와 신야 | 5월 16일       |
| 제8화  | ジニアと情熱のありか 백일홍과 정열의 행방       | 타카다 코이치 | 츠키노 마사시          | 하노 히로노리 董立則 陳亮 郁慧雲 沈陶裔 何烨 饒子琪 胡龍璨 何金龍 羅睿 Lan                            | 오오야마 나츠키 오노 카즈미   | 5월 23일       |
| 제9화  | 恋のチョコレートコスモス 사랑의 초콜릿 코스모스 | 타나카 히카루 | 타나카 히카루          | 타카하시 미카 츠바타 하루카 사와이 마키 나카야마 유미 김정남                                          | 오오야마 나츠키 하세가와 신야 | 5월 30일       |
| 제10화 | ヒマワリの花言葉 해바라기의 꽃말                | 스즈키 이쿠   | 미야자키 슈지          | 홍범석 츠즈키 유카코 코마츠 카나에 타카하시 미카 오오키 료이치                                        | 오노 카즈미                   | 6월 6일        |
| 제11화 | さよならヒマワリ 작별의 해바라기                | 나가이 신페이 | 오타니 마사히토 토머슨 | 徐小山 過 灿 陈家兴 李绍川 曾山 林夏洲 陳瑜 楊国慶 李茹雪 劉相信 야마모토 나나미                      | 오오야마 나츠키 하세가와 신야 | 6월 13일       |
| 제12화 | 夢の道に咲く花たち 꿈의 길에 피는 꽃들          | 스즈키 요헤이 | 이시다 미유키          | 시모에 카즈마사 카와무라 아카리 미나미 쇼타 이시다 히로키 야마모토 마사아키                           | 오오야마 나츠키 마에다 유리코 | 6월 20일       |